# Steve Jordan (gitarist)
Stephen Philip Jordan (New York, 15 januari 1919 - 13 september 1993) was een Amerikaanse jazzgitarist van de swing en de mainstream jazz.

## Biografie
Jordan studeerde bij Allan Reuss en was van 1939 tot 1941 bij het orkest van Will Bradley, in 1941/1942 bij Artie Shaw en in 1952 bij Teddy Powell. Hij vervulde zijn militaire dienstplicht tijdens de Tweede Wereldoorlog bij de United States Navy en speelde na de oorlog met Bob Chester, Freddie Slack, het Casa Loma Orchestra (vanaf 1945), Stan Kenton (1948), Jimmy Dorsey en Boyd Raeburn (1949). Van 1950 tot 1952 was hij studiomuzikant bij NBC en van 1953 tot 1956 bij Benny Goodman. Daarna stopte hij bij tijden met muziek maken en werkte hij als kleermaker. Van 1965 tot 1972 speelde hij weer met Tommy Gwaltney in Washington D.C. Het aanbod om Freddie Green te vervangen in het Count Basie Orchestra, legde hij naast zich neer.
Onder zijn eigen naam nam hij in 1972 Here Comes Mr. Jordan op voor Fat Cat Jazz. In 1993 publiceerde hij zijn herinneringen (Rhythm Man, University of Michigan Press). 
Hij nam onder andere op met Gene Krupa, Mel Powell, Vic Dickenson, Charles Thompson, Buck Clayton, Ruby Braff, Benny Goodman, Wild Bill Davison, Clancy Hayes, Buddy Tate, Helen Ward, Ed Polcer en Boyd Raeburn.
Hij dient niet te worden verward met de drummer Steve Jordan.